# Didymoplexis latilabris
Didymoplexis latilabris är en orkidéart som beskrevs av Rudolf Schlechter. Didymoplexis latilabris ingår i släktet Didymoplexis och familjen orkidéer. Inga underarter finns listade i Catalogue of Life.